# Néstor Silva
Néstor Silva, vollständiger Name Néstor Fabián Silva Fros, (* 17. Januar 1982 in Tacuarembó) ist ein uruguayischer Fußballspieler.

## Karriere
Der 1,75 Meter große Offensivakteur „Falucho“ Silva gehörte von der Apertura 2001 bis 2005 dem Kader des norduruguayischen Erstligisten Tacuarembó FC an. In der Apertura 2005 wird er sodann in Reihen des im Westteil des Landes ansässigen Paysandú FC geführt. Es folgte ein Engagement beim Club Atlético Progreso in Montevideo, mit dem er 2006 Zweitligameister wurde. Dazu trug er mit zehn Saisontreffern bei. In der Saison 2006/07 trat er mit dem Team in der höchsten uruguayischen Spielklasse an. 2007 absolvierte er zehn Ligaspiele für den kolumbianischen Klub Millonarios FC und erzielte dabei zwei Treffer. Im Jahr 2008 war er in Honduras bei CD Olimpia aktiv. Die Statistik weist dort vier Spiele und ein Tor für ihn aus. Ab der Clausura 2009 spielte er wieder in Montevideo für Racing. In der Saison 2008/09 schoss er drei Tore, in der Spielzeit 2009/10 lief er in 23 Partien der uruguayischen Primera División auf und traf siebenmal. Zudem stand er in sechs Begegnungen (kein Tor) der Copa Libertadores auf dem Platz. In der Apertura 2010 bestritt er sodann zehn Erstligaspiele für Liverpool Montevideo und erzielte zwei Treffer. Die restliche Saison 2010/11 verbrachte er in Reihen von Anagennisi Karditsas in Griechenland. Bei den Griechen stehen elf Ligaeinsätze und zwei Tore für ihn zu Buche. Im Juli 2011 schloss er sich nach seiner Rückkehr nach Uruguay dem Danubio FC an. Mit der Mannschaft der Montevideaner stand er in der Saison 2011/12 15-mal in der Primera División auf dem Platz und schoss zwei Tore. In der Spielzeit 2012/13 war Racing erneut sein Arbeitgeber. 21 Erstligaspiele und zwei Tore weist die Statistik dort für ihn aus. Es folgte in der Spielzeit 2013/14 ein Engagement bei Juventud in Las Piedras. Vier Saisontore in zwanzig absolvierten Erstligapartien stehen dort in seiner Bilanz. Zur Apertura 2014 kehrte er an den Ausgangsort seiner Karriere zurück und schloss sich wieder dem Tacuarembó FC an, der zuvor Meister der Segunda División geworden und aufgestiegen war. In der Spielzeit 2014/15 wurde er 13-mal (zwei Tore) in der Primera División eingesetzt. Nach der Rückkehr seines Klubs in die Zweitklassigkeit kam er in der Zweitligaspielzeit 2015/16 neunmal in der Liga zum Einsatz und schoss ein Tor.